# Estéfani Espín
Estéfani Espín (Quito, Ecuador, 22 de junio de 1985) es una presentadora de noticias ecuatoriana que trabaja actualmente en Ecuavisa y trabajó en CNN en Español.

## Biografía
Estudió periodismo y comunicaciones, y administración de empresas en Nebraska, Estados Unidos.

### Incursión en el Periodismo
Empezó haciendo entrevistas en CNN Radio y trabajó como presentadora de noticias en la cadena CNN en Español y a finales de 2008 regresa a Ecuador para trabajar en Ecuavisa. Se unió al noticiero de mediodía, Televistazo y poco después se integró al espacio Contacto Directo junto a Alfredo Pinoargote y Lenin Artieda, luego de la salida de Carlos Vera. Más tarde forma parte de los noticieros de la comunidad de Ecuavisa, tanto en Quito como en Guayaquil.
El 1 de julio de 2012 se estrenó en Ecuavisa ¿Quién quiere ser millonario? Alta Tensión, programa que conduce Espín por la cadena de Ecuavisa, y que es una versión modificada del original ¿Quién quiere ser millonario? que fue conducido por Alfonso Espinosa de los Monteros.
En 2022 se despidió del espacio Contacto Directo, en el que estuvo desde el 2009 y desde el 30 de mayo, aparece en el noticiero Televistazo de las 13:00, en el que estuvo previamente en el 2008, a raíz de los cambios realizados tras los fallecimientos de Pinoargote y Tania Tinoco, quien conducía el espacio informativo.

## Vida personal
Espín está casada con Felipe Estrada desde 2013, de cuyo matrimonio son padres de  Felipe (nacido en el 2015), Joaquín (nacido en el 2018) y Emilia (nacida en el 2020), esta última afectada con una rara condición que le impide su desarrollo normal del cerebro.